# Никколо II д’Эсте
Никколо II д’Эсте (итал. Niccolò II d'Este; 17 мая 1338 — 26 марта 1388) — маркиз Феррары, правитель Модены и Пармы в 1361—1388 годах.

## Биография
Сын Обиццо III д’Эсте, правившего Феррарой с 1317 по 1352 год. После унаследования земель от Альдобрандино III д’Эсте, Никколо II заключил альянс с Падуей, Вероной и Мантуей в войне против правителя Милана Бернабо Висконти, а в 1367 году после встречи в Витербо Никколо II удалось заручиться поддержкой и папы Урбана V.
Во время правления Никколо II Феррара приобрела статус города — покровителя искусств. После народных волнений в 1385 году маркиз поручил известному архитектору Бартолино да Новара построить замок (Кастелло Эстенсе), который впоследствии стал на долгое время резиденцией дома д’Эсте.